# Złącze XLR

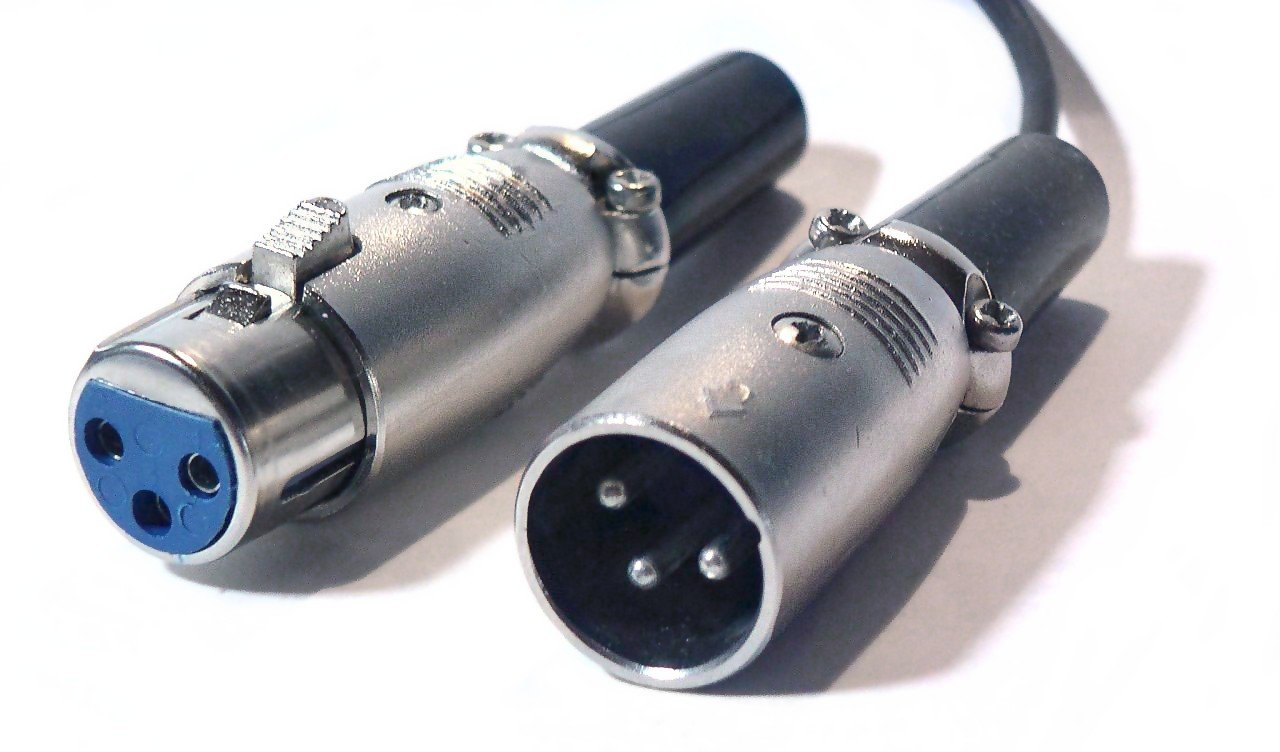
Złącza XLR3: złącze „żeńskie” po lewej, „męskie” po prawej

Numeracja pinów i otworów

XLR – standard profesjonalnych złączy wykorzystywany w technice audio. Potocznie zwany Cannon (nazwa wywodzi się od nazwiska wynalazcy tychże złączy – Jamesa H. Cannona – założyciela firmy Cannon Electric, obecnie będącej częścią amerykańskiej korporacji ITT).
Głównym walorem tych złączy jest zapewnienie jak najniższych strat i zakłóceń sygnału dzięki odpowiednio zaprojektowanej izolacji oraz odporność na warunki pogodowe i uszkodzenia mechaniczne. Minimalizacja zakłóceń zapewniona jest dzięki połączeniom symetrycznym, które wykazują wysoką odporność na zakłócenia natury elektromagnetycznej.
Podstawowe złącze składa się z trzech pinów/otworów (zł. męskie – piny, zł. żeńskie – otwory):
- pin 1 – masa
- pin 2 – plus – sygnał
- pin 3 – minus – sygnał o odwróconej polaryzacji

Istnieje wiele odmian złączy XLR z różną liczbą pinów. Spotkać można złącza cztero-, pięcio-, siedmiopinowe, niekiedy nawet o jeszcze większej liczbie pinów. Warto również wspomnieć, że 4-pinowe złącze XLR jest czasami używane w studyjnych słuchawkach do przesyłania sygnału zbalansowanego.